# Stazione di Via del Monte
La stazione di Via del Monte è una stazione della ferrovia Circumvesuviana, sita nel comune di Torre del Greco.
Si trova sulla ferrovia Napoli-Pompei-Poggiomarino.

## Strutture e impianti
La stazione dispone di un fabbricato viaggiatori su due livelli, ma è chiuso e inutilizzato, quindi non vi è alcun servizio per i viaggiatori.
All'interno della stazione si contano due binari passanti, muniti di due marciapiedi e collegati tramite un sottopassaggio. Entrambe le banchine hanno una pensilina.
Non è presente alcuno scalo merci.

## Movimento passeggeri e ferroviario
Il traffico passeggeri della stazione è abbastanza modesto, a causa della bassa densità abitativa della zona e si concentra soprattutto nelle ore di punta. Nella stazione fermano tutti i treni accelerati, mentre non effettuano fermata i diretti e i direttissimi: le destinazioni sono Napoli Porta Nolana e Poggiomarino, oltre ai pochi treni limitati a Torre Annunziata.

## Servizi
La stazione dispone di:
- Sottopassaggio